# Torricó (Toralla)
Torricó és una partida rural del terme municipal de Conca de Dalt, a l'antic terme de Toralla i Serradell, al Pallars Jussà, en territori que havia estat del poble de Toralla.
Està situada a la dreta del barranc de Mascarell, al nord de la Costa del Toll. És al nord-est de les Paüls i al sud-est d'Esplanellars i al nord-oest de Prats.